# اسلام در قزاقستان

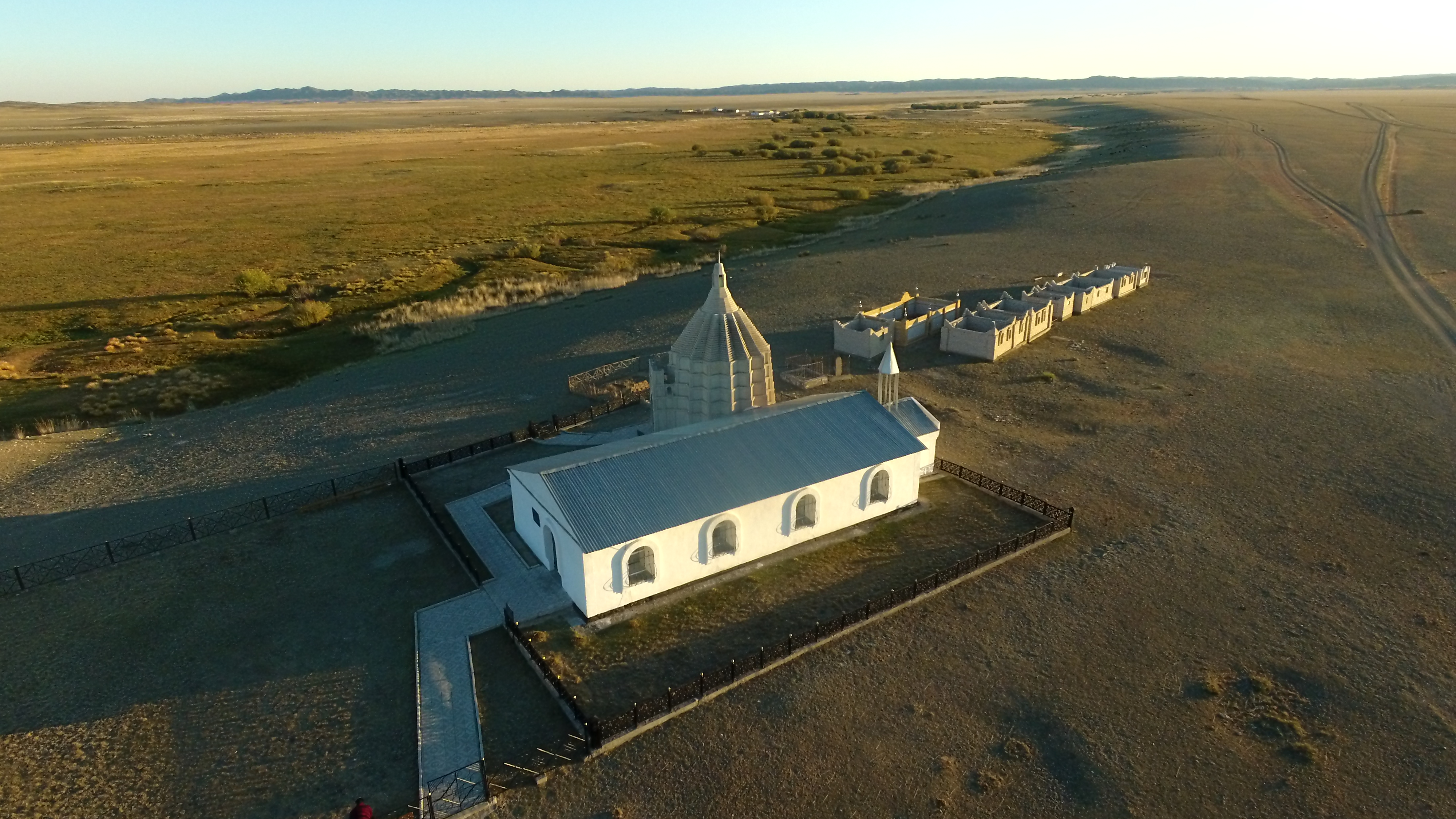
اماکن مذهبی در قزاقستان

پیشینه ورود اسلام به قزاقستان به سده ۸ میلادی باز می‌گردد. زمانی در دوره حکومت عباسیان و حکومت تانگ در چین، که گسترش اسلام از آندلس رو به آسیای میانه و ترکستان نهاده بود. 
در سده ۱۹ میلادی، اسلام در قزاقستان رشد سریعی داشت، چون تزارهای روس بر این تصور بودند که با قبول اسلام از طرف قبیله‌ها، آن‌ها به هم نزدیک شده و تمدن واحدی ایجاد می‌کنند؛ پس در پذیرش اسلام از سوی آنان محدودیت قائل نشدند. البته برخلاف تصور روس‌ها، نفوذ اسلام در مردم قزاق آنان را به صورت اقوامی ظلم‌ستیز درآورد و آن‌ها در مقابل روسها به شورش و مقاومت برخاستند. بعدها که روس‌ها که متوجه قدرت سیاسی مسلمانان توسط قزاق‌ها شدند، ساخت مساجد را سخت نموده و تبلیغات مسیحی را در این جمهوری گسترش دادند.
امروزه بیشتر جمعیت قزاقستان را مسلمانان سنی حنفی مذهب تشکیل می‌دهند. قزاق‌ها که حدود ۶۰٪ جمعیت این کشور را تشکیل می‌دهند و ازبکها، تاتارها و اویغورها که در مجموع کمتر از ۱۰٪ جمعیت قزاقستان را شامل می‌شوند به‌طور تاریخی حنفی مذهب بوده‌اند. دیگر مذاهب اسلامی که کمتر از یک درصد جمعیت این کشور را شامل می‌شوند عبارتند از سنیان شافعی (عمدتاً چچنی‌ها)، شیعیان، پیروان فرقه‌های صوفیه و احمدیه. بیشترین تمرکز مسلمانان در نواحی جنوبی کشور در مرز ازبکستان است. در حال حاضر ۲.۰۳۸ مسجد در این کشور وجود دارد که اکثر آن‌ها عضو انجمن روحانی مسلمانان قزاقستان»، یک سازمان ملی با پیوندهای نزدیک با حکومت قراقستان، می‌باشند. فقط حدود ۷۰ مسجد عضو این انجمن نیستند.